# Chapelle-Saint-Lambert
Chapelle-Saint-Lambert (Waals: Tchapele-Sint-Lambiet) is een dorp in de Belgische provincie Waals-Brabant. Het ligt in Lasne-Chapelle-Saint-Lambert, een deelgemeente van Lasne. Chapelle-Saint-Lambert ligt zo'n anderhalve kilometer ten noordoosten van het dorp Lasne.

## Geschiedenis
Onder het ancien régime was Chapelle-Saint-Lambert een zelfstandige heerlijkheid. Juridisch viel het onder de meierij van Terhulpen, in het kwartier van Brussel van het hertogdom Brabant. Na de Franse invasie werd het dorp als gemeente ingedeeld bij het kanton Terhulpen van het Dijledepartement. Deze gemeente werd al in 1821 opgeheven en samengevoegd met Lasne in de nieuwe gemeente Lasne-Chapelle-Saint-Lambert. In 1977 werd Lasne-Chapelle-Saint-Lambert een deelgemeente van de fusiegemeente Lasne.

## Bezienswaardigheden
- De Sint-Lambertuskerk (Église Saint-Lambert) is een bakstenen classicistisch kerkgebouw van 1761. In 1890 werd een transept in dezelfde stijl toegevoegd.

## Natuur en landschap
Chapelle-Saint-Lambert ligt aan de Laan. Bossen in de omgeving zijn het Bois de Chapelle en het Bois de la Hussière. De hoogte aan de kerk bedraagt 107 meter.

## Nabijgelegen kernen
Lasne, Rixensart, Ottignies, Céroux-Mousty
Deelgemeenten: Couture-Saint-Germain · Lasne-Chapelle-Saint-Lambert · Maransart · Ohain · Plancenoit

Overige kernen: Chapelle-Saint-Lambert · Lasne · Ransbeck

Belgische gemeenten · Arrondissement Nijvel · Waals-Brabant · Wallonië